# Ethniki Odos 36
Die Ethniki Odos 36 (griechisch Εθνική Οδός 36 ‚Nationalstraße 36‘) ist eine Straßenverbindung in Griechenland. Sie ist eine der zwei Nationalstraßen auf der ostägäischen Insel Lesbos.

## Verlauf
Die Straße beginnt in Panagiouda nördlich der Insel- und Regionshauptstadt Mytilini (Μυτιλήνη), wo sie von der Straße Ethniki Odos 73 abzweigt, und führt zunächst zum Nordufer des Golfs von Gera (Kolpos Geras, Κόλπος Γέρας), wo die aus dem Zentrum von Mytilini kommende Straße einmündet. Sie wendet sich nach Nordwesten zum Nordwestufer des tief in die Insel eingeschnittenen Golfs von Kalloni (Κόλπος Καλλονής) und erreicht schließlich ihr Ende in Kalloni (Καλλονή). Von dort führen lokale Straßen u. a. nach Molyvos/Mithymna, Eresos und Parakila.